# Riley Voelkel
Riley Emilia Voelkel (Calgary, Alberta, 26 april 1990) is een Canadese actrice die bekend  is van haar rol als Freya Mikaelson in de horror/fantasy-serie The Originals en The Legacies.

## Vroeger leven
Voelkel is  geboren in Canada maar groeide op in de Verenigde Staten. Een maand na haar studies te hebben afgemaakt, kwam een modellenverkenner haar tegen en besloot haar geluk te beproeven. Ze verhuisde toen naar Los Angeles om model te  worden. Kort daarna begon ze acteerlessen die werd aanbevolen door een agent. Op dat moment is haar leven als actrice begonnen.

## Carrière
In 2010 speelde ze haar eerste rol, in de film The Social Network als een clubmeisje. Twee jaar later, in 2013, heeft ze getekend met een agent en speelde ze haar eerste hoofdrol in de film The Secret Lives of Dorks als Carrie Smith.
In 2012 sloot ze zich aan bij de HBO-serie The Newsroom, maar dat was voor een pilot-aflevering, een poosje later werd ze de personage die Jenna speelde.
In 2014, werd ze gecast als een van de hoofdspelers in de Amazon-pilot Point Of Honor.
In de herfst van 2014 heeft ze de rol gekregen in een heel beroemde serie The CW-serie The Originals. Het personage  dat ze speelde in het tweede seizoen was een terugkerende rol, ze speelde Freya Mikaelson. Van het 3de tot het 5de seizoen had ze een regelmatige rol in de serie tot 2018. Ze speelde een eeuwenouwe heks en de oudste zus van  Klaus Mikaelson (Joseph Morgan) die nog maar recent herenigd werd met haar familie.
In 2019 speelde ze nog de rol van Freya Mikaelson in The Legacies, in de aflevering “That’s Nothing I Had to Remember”, als tante  en krachtige heks.
- Library of Congress Control Number: no2017143406
- Virtual International Authority File: 9772151052055933530001
- WorldCat: E39PBJrrBm8g7gTvcXvbqGjjYP